# Festival de Santurtzi
El Santurzine o Festival de Santurtzi es un certamen cinematográfico anual celebrado en Santurce, España. En cuatro secciones, nacionales e internacionales, exhibe cortometrajes, largometrajes y documentales, así como realiza acciones a nivel social y cultural en el municipio conectando hostelería, comercio, centros educativos como institutos o la Universidad de Deusto. El galardón principal es la Raspa de Oro al cortometraje, tanto en su sección local como estatal. El galardón es una raspa de sardina diseñada por el actor Charly Urbina y realizada por el escultor santurtziarra José Antonio Bravo. El festival también acoge mesas redondas y coloquios sobre el cine vasco y la industria audiovisual. En 2020, celebró el Primer Foro de Festivales Vascos, reuniendo a una decena de certámenes como Zinebi, Kortada, Huhezinema o el Festival de Éibar.

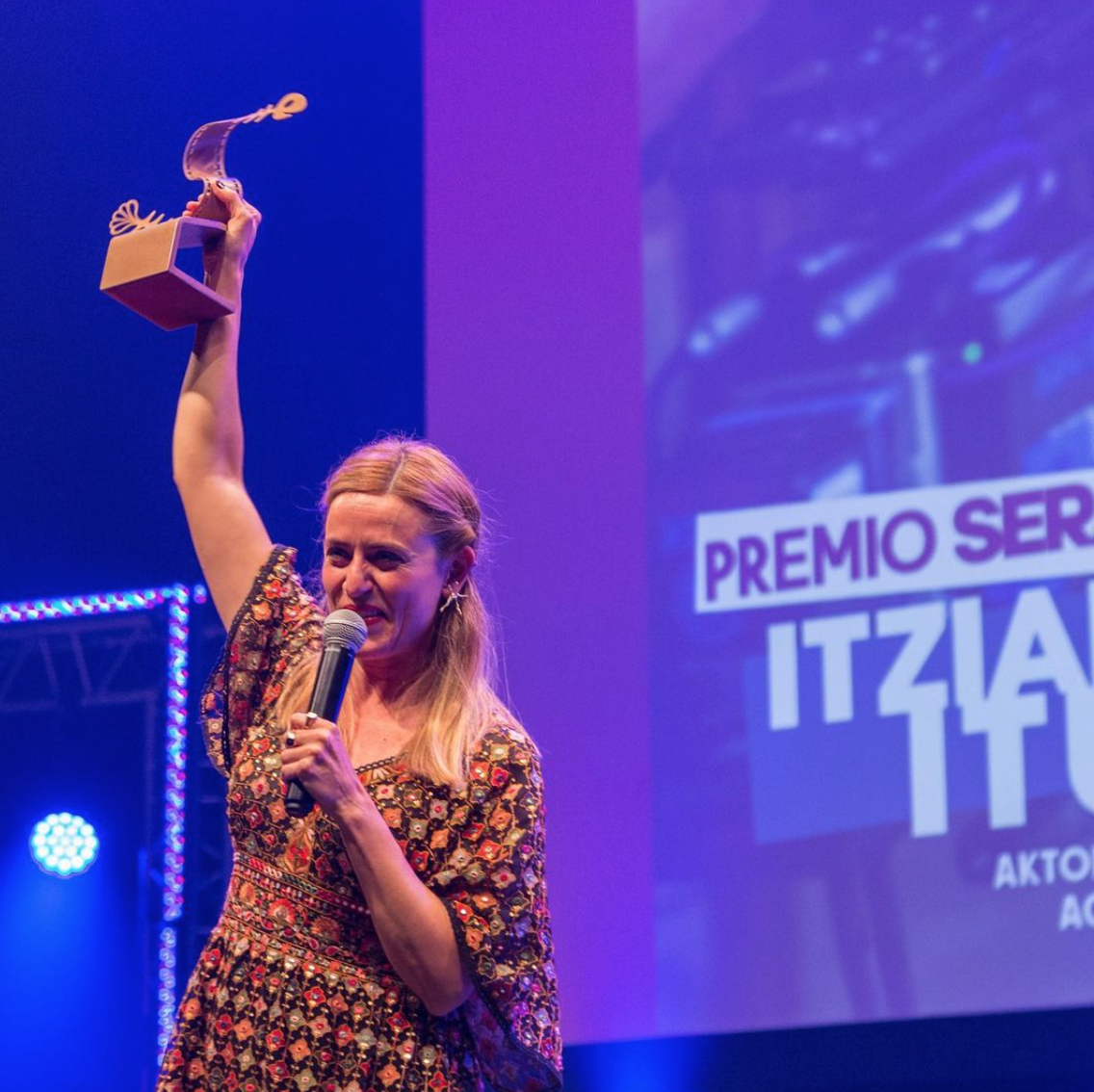
Itziar Ituño en el Festival de Santurtzi 2021

El primer festival se celebró del 6 de septiembre al 5 de octubre de 2013. A partir del segundo año se creó el Premio Serantes, concedido a profesionales destacados del País Vasco como el periodista Félix Linares (2014), los directores Juanma Bajo Ulloa (2015) y Jon Garaño (2016), las actrices Anabel Alonso (2017), Itziar Lazkano (2018), Itziar Ituño (2021) y Elena Irureta (2022), los actores Asier Etxeandia (2019) y Fernando Albizu (2020) o los guionistas Borja Cobeaga y Diego San José (2023). Aunque originalmente el festival se celebraba a principios de septiembre, desde la sexta edición de 2018 sus fechas se estabilizaron en la primera quincena de octubre, antes del Festival Internacional de Teatro de Santurtzi, decano en Vizcaya.
En 2017, recibió el Premio Bizkaia concedido por el periódico Deia, por su labor en la comarca.

## Historia

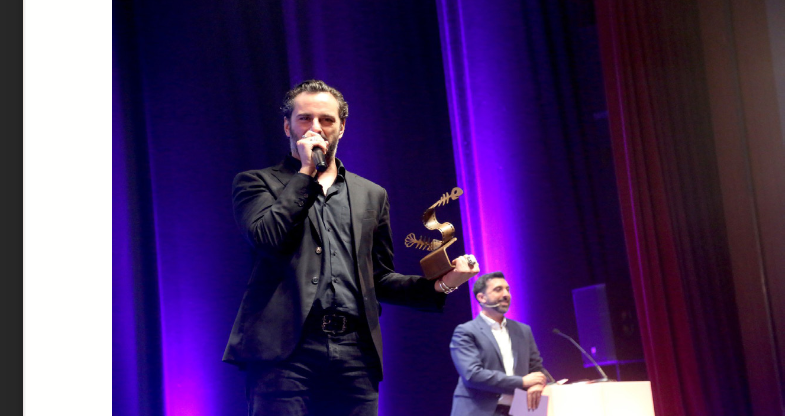
El actor Asier Etxeandia recoge el Premio Serantes

El Santurzine nació en 2013 con el fin de promover la dinamización cultural, social y económica de Santurce. En sus inicios, la organización del festival, promovida por la entidad Saregabe, apostaba por invitar a la gente de toda Vizcaya a rodar cortometrajes en la localidad de Santurce. Luego, éstos se exhibirían en zonas de bares como las calles Juan XXIII o Itsasalde, con el consiguiente beneficio económico para comercios y hostelería a lo largo de las temporadas: en verano, con el impacto de los rodajes; y en otoño, con el momento álgido del festival. Edición tras edición, el formato del Festival fue cambiando y expandiéndose a más ámbitos del municipio.
El mayor punto fuerte del certamen reside en su carácter horizontal, pues las características sedes hosteleras facilitan un punto de encuentro único mediante el cual autores y público pueden relacionarse e interactuar; con esto, se eliminan las barreras habituales profesionales-espectadores y el cine pasa a estar a pie de calle. “Este festival es tan moldeable que es casi como un campo de juegos," como explican sus impulsores. Se trata de un certamen interactivo y social, donde la actividad no se pone en pausa después de cada visionado, sino que, al tener lugar en bares o pequeñas salas, prosigue después, pues los autores y equipo de cada obra están presentes.

## Secciones

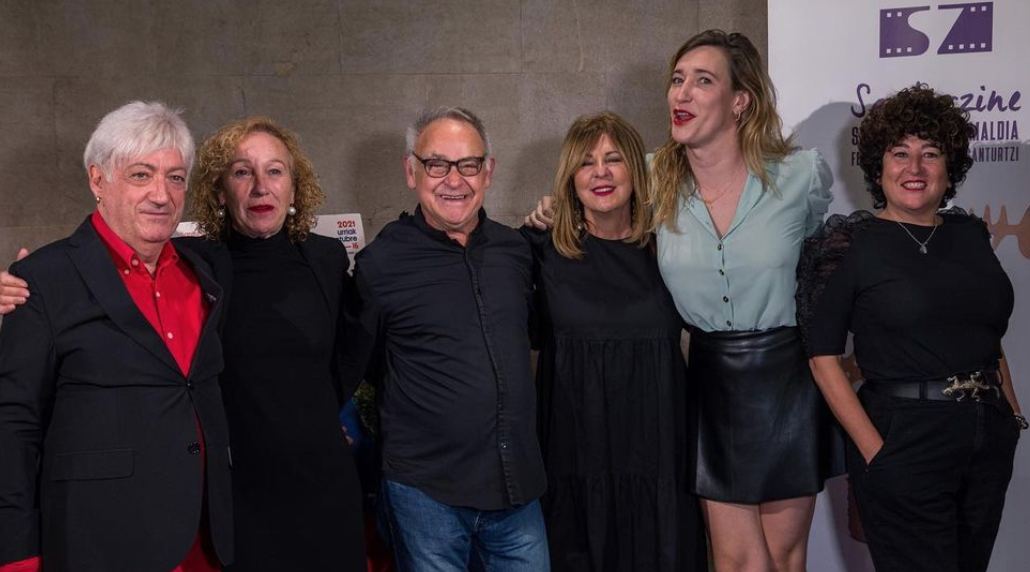
Gala de Clausura de la novena edición (2021)

El Festival está constituido por cuatro secciones.

### Secciones a concurso

#### Sección Estatal
Esta sección principal es competitiva y entrega la Raspa de Oro estatal, así como galardones interpretativos. En ella participan cortometrajes producidos en España durante el año anterior a la celebración de cada edición. 

#### Sección Santurtzi

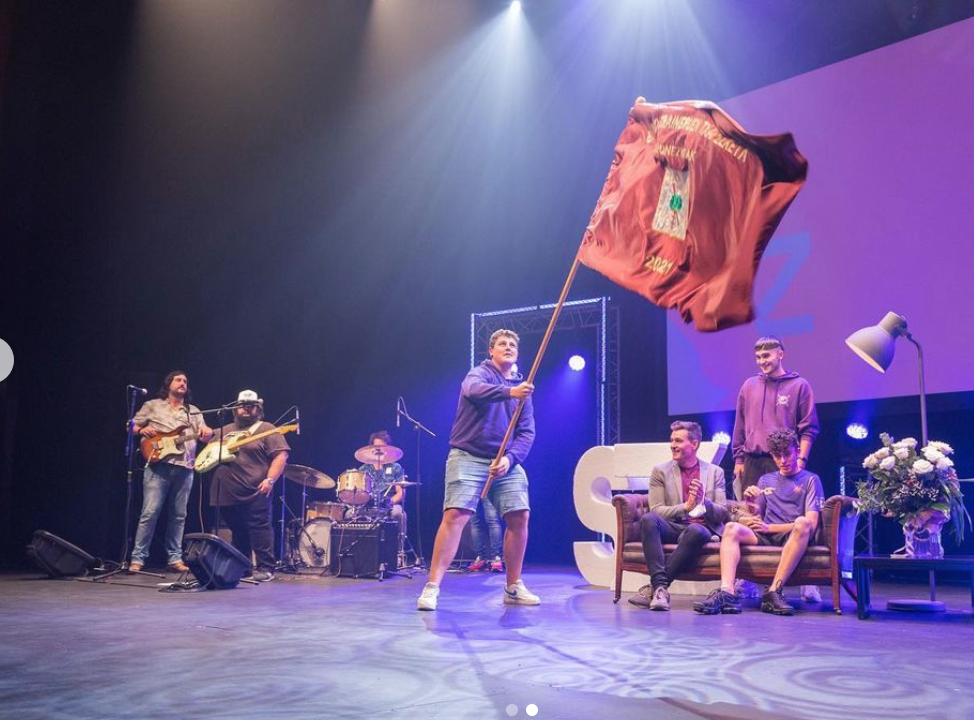
El club de remo Itsasoko Ama en la Gala de Clausura de 2021

La sección local es competitiva y es la que inició el festival en 2013, promoviendo la participación de autores amateur o en fase de profesionalización, y exige que los trabajos tengan una escena grabada en algún exterior reconocible de Santurce.

#### Ibiltariak
Amnistía Internacional colabora con el certamen en una unión que se inició a través de Santurzine XS, donde alumnos de Primaria elaboraban cortometrajes de forma cooperativa y autogestionada desde la perspectiva de los Derechos Humanos. Este proyecto educativo concluyó en 2019. Se mantiene la sección Ibiltariak, también con presencia en centros educativos, creando debate social entre alumnos de Secundaria y la Universidad de Deusto (Bilbao y San Sebastián) con la programación de cortometrajes, documentales y largometrajes. Este Jurado Joven elige el Premio Ibiltariak (itinerante, en euskera). Es una sección internacional.

#### Euskal Pantailak
Desde 2015, la sección Euskal Pantailak (pantallas vascas, en euskera) nace como ventana para proyectos producidos en País Vasco y Navarra y visibilizar a autores emergentes. 

#### Kalean
En colaboración con la asociación Bizitegi y el Homeless Film Festival, a través de trabajo en institutos y la sección internacional Kalean, que buscaba sensibilizar sobre las personas en riesgo de exclusión y el sinhogarismo a través del cine. Esta sección desapareció en 2022 para convertirse solamente en el Premio Kalean, a partir de la décima edición, otorgado entre las otras diferentes secciones para un premio que contuviese valores sociales.

## Lista de ediciones
| Edición | Fecha                                          | Jurado de la sección oficial                                                                          |
| ------- | ---------------------------------------------- | --- |
| I       | Del 6 de septiembre al 5 de octubre de 2013    | Borja Cobeaga, Oskar Santos, Roberto Moso, Alicia Herrero y Oscar Terol                               |
| II      | Del 5 de septiembre al 18 de octubre de 2014   | Borja Cobeaga, Oskar Santos, Roberto Moso, Rubén Ontiveros, Alicia Herrero y Oscar Terol              |
| III     | Del 18 de septiembre al 17 de octubre del 2015 | Mikel Rueda, Oskar Santos, Agurtzane Intxaurraga, Rubén Ontiveros, Alicia Herrero y Casilda de Miguel |
| IV      | Del 23 de septiembre al 15 de octubre de 2016  | Diego San José, Iratxe Fresneda, Jessica Alonso, Fran Ramos, Alicia Herrero                           |
| V       | Del 15 de septiembre al 7 de octubre de 2017   | Jimmy Shaw, Nahikari Ipiña, Carlos Díez, Gaizka Urresti, Laura de Pedro                               |
| VI      | Del 28 de septiembre al 20 de octubre de 2018  | Diego Pérez, Itziar Ituño, Mireia Gabilondo, Karmele Soler, Mikel Pagadi, Jerónimo García             |
| VII     | Del 4 al 19 de octubre de 2019                 | Amaia Remírez, David R. Losada, Javier Antón, Nerea Torrijos, Paul Urkijo Alijo                       |
| VIII    | Del 2 al 17 de octubre de 2020                 | Lara Izaguirre, Jon Plazaola, Leire Orbe, Enrique Diego, Arantza Argüello                             |
| IX      | Del 1 al 16 de octubre de 2021                 | Koldo Zuazua, Aitziber Garmendia, David Pérez Sañudo, Tânia da Fonseca, Lander Otaola                 |
| X       | Del 6 al 22 de octubre de 2022                 | Urko Olazabal, Abril Zamora, Miguel Ángel Jenner, Yune Nogueiras, Santiago Requejo                    |
| XI      | Del 5 al 21 de octubre de 2023                 | Carlota Pereda, Ane Pikaza, Iñigo Aranburu, María Cerezuela                                           |
| XII     | Del 3 al 19 de octubre de 2024                 | Mikel Losada, Irene Bau, Raúl Barreras, Nerea Alberdi                                                 |

## Premios
- Raspa de Oro al Cortometraje Estatal, dotada con 1.000 euros
- Raspa de Oro al Mejor Cortometraje Local, dotada con 1.000 euros
- Premio EITB-Euskal Pantailak al Mejor Cortometraje Vasco, dotado con 1.000 euros
- Premio Kalean al cortometraje que mejor refleje valores sociales, dotado con 500 euros
- Raspa de Plata al Cortometraje Local, dotada con 500 euros
- Premio Ibiltariak-Amnistía Internacional
- Mención Especial del Jurado
- Premio del Público votado en los bares
- Mejor Actriz Estatal
- Mejor Actriz Local
- Mejor Actor Estatal
- Mejor Actor Local
- Premio Serantes
- Premio Foro de Creación, dotado con 500 euros
- Premio Andolin Eguzkitza, al mejor cortometraje en euskera; dotado con 1.000 euros.

## Sedes
El Festival se desarrolla en distintos puntos y escenarios de Santurce.
- Serantes Kultur Aretoa

El teatro Serantes se creó en 1995 y tiene tres salas, con el siguiente aforo, con tres salas de 600, 194 y 190 localidades.
- Palacio Casa Torre Jauregia

Casa Torre Jauregia es un edificio de finales del siglo XVIII situado en el centro de Santurce, y sirve como centro para los encuentros de industria o exposiciones.
- Sala Kresala

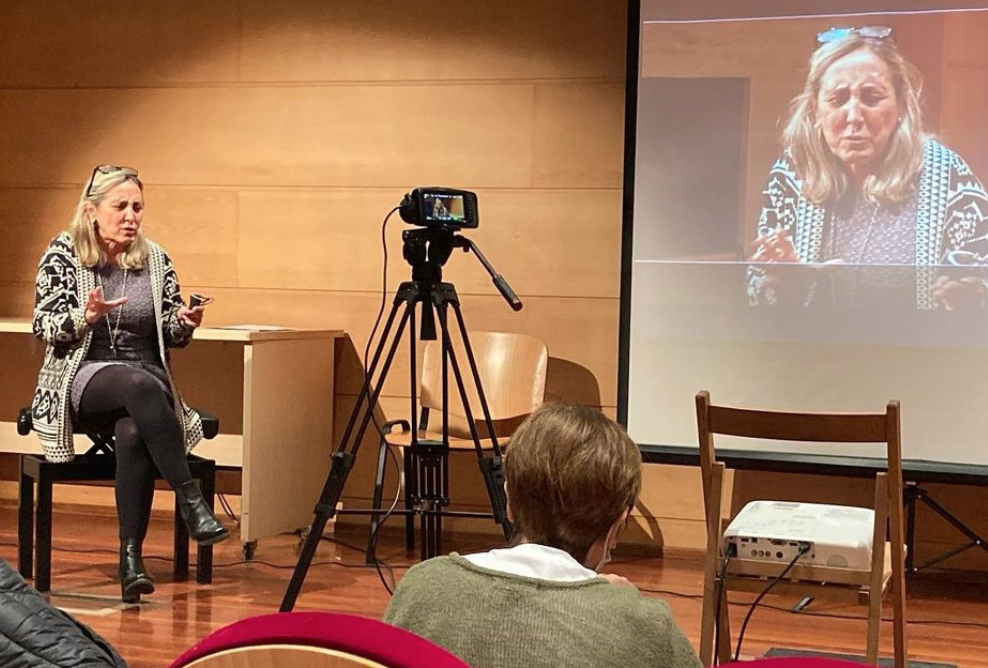
Masterclass de interpretación ante la cámara con la actriz Itziar Lazkano, en la sala Kresala (2021)

La sala Kresala se usa para proyecciones especiales y encuentros con cineastas.
- Bares del municipio

Diversos bares de Santurce son utilizados como sedes para las proyecciones de los cortometrajes locales.
Además de estos lugares, muchos otros rincones y espacios de Santurce albergan encuentros relacionados con el cine y la cultura.